# Honorata (chutor)
Honorata (hist. Honorata Stara; biał. Ганарата; ros. Гонората) – chutor na Białorusi, w obwodzie grodzieńskim, w rejonie mostowskim, w sielsowiecie Piaski, nad Zelwianką.
W dwudziestoleciu międzywojennym Honorata Stara leżała w Polsce, w województwie białostockim, w powiecie wołkowyskim, w gminie Piaski. W pobliżu znajdowała się obecnie nieistniejąca wieś Honorata Nowa, należąca do tej samej gminy.